# Natura 2000-område nr. 143 Vestamager og havet syd for
Natura 2000-område nr. 143 Vestamager og havet syd for   er et Natura 2000-område der består af habitatområde  H127 og  fuglebeskyttelsesområde nr. 111 og  har et areal på 6.179 hektar, hvoraf 65 % er hav.   2.056 hektar er ejet af staten, og heraf  ejer Naturstyrelsen 1977 ha.  

## Områdebeskrivelse
Landdelen af Natura 2000-området består af strandarealer på Sydamager, samt 
Vestamager, der er et 1.856 ha stort inddæmmet fladvandsområde med strandeng, strandoverdrev og rørsump. Området er gennemskåret af flere kanaler og der findes flere søer spredt i området.
Størstedelen af landområdet er strandeng og laguner, men der findes også træbevoksede arealer og mindre skove på de inddæmmede arealer.
På den marine del af habitatområdet findes sandbanker med vedvarende dække af lavvandet havvand,   stort set over det hele. Der er dog på dele af kysten syd for Dragør samt ved Kofoeds Enge og Vestpynten, sedimenttransport som danner strandholme og strandøer, og mellem disse opstår strandlaguner og strandsøer. Dette er en vedvarende proces og de konstante ændringer af landskabet det medfører, har betydning for terner, klyder og andre arter som yngler på småøerne, der er fri for rovdyr som f.eks. ræve og mink. Vestamager og havet syd for har international betydning som fuglelokalitet. Lokaliteten er derudover et særdeles vigtigt rasteområde for rovfugle, og er Danmarks vigtigste lokalitet for overvintrende lille skallesluger.
Natura 2000-området ligger i Tårnby, Dragør, København og Hvidovre Kommuner   i Vandområdedistrikt II Sjælland  i vandplanopland 2.3 Køge Bugt 

## Fredninger
Hele Vestamager er  fredet  og arealerne syd for Øresundsmotorvejen er omfattet af en 
vildtreservatbekendtgørelse og en del af Naturpark Amager. Der er offentligt adgang, med undtagelse af ca. 400 ha, ved Klydesø, der er udlagt som en lukket del af vildtreservatet. 
Også Sydamager er  fredet i flere omgange, 385 ha landareal og ca. 935 ha på søterritoriet, i alt ca. 1.320 ha. Her er der også offentlig adgang, dog nogle steder med begrænsninger i fuglenes yngletid. Her er ikke adgang til forsvarets arealer på Aflandshage.

## Eksterne kilder og henvisninger
1. 1 2  Naturplanen Arkiveret 21. februar 2021 hos  Wayback Machine på Miljøstyrelsens websted mst.dk
2. ↑  "Vandplan 2.4 Køge Bugt" (PDF). Arkiveret fra originalen (PDF) 12. august 2018. Hentet 27. november 2019.
3. ↑  Bekendtgørelse om Amager vildtreservat samt fredning af dele af søterritoriet på retsinformation.dk hentet 27. november 2019
4. ↑  Om vildreservatet Arkiveret 21. februar 2021 hos  Wayback Machine på mst.dk
5. ↑  Om fredningen af Kystagerparken, Lodsparken og Strandengen  på fredninger.dk
6. ↑  Om fredningen af Sydager på fredninger.dk

- Kort over området på miljoegis.mim.dk

- Basisanalysen 2016-21 Arkiveret 21. april 2021 hos  Wayback Machine